# Karlee Eldridge
Karlee Morgan Eldridge ist eine US-amerikanische Schauspielerin.

## Leben
Eldridge debütierte 2009 im Spielfilm Fired Up! als Schauspielerin. Im selben Jahr wirkte sie im Kurzfilm Coming Back mit. Sie erhielt ab den 2010er Jahren Episodenrollen in den Fernsehserien The Glades, Vampire Diaries und Dr. Dani Santino – Spiel des Lebens. 2015 war sie unter anderen in zwei Episoden der Fernsehserie Ballers in der Rolle der Cassie zu sehen. 2017 erhielt sie in der Fernsehserie Being Mary Jane eine wiederkehrende Rolle. 2022 spielte sie im Tierhorrorfilm Crawlers – Angriff der Killerwürmer die weibliche Rolle der Gwen. 2023 stellte sie im Film A Christmas Vintage die weibliche Hauptrolle der Samantha Hermannhof dar.
Seit dem 17. September 2023 ist sie mit Ian Sauer verheiratet.

## Filmografie (Auswahl)
- 2009: Fired Up!
- 2009: Coming Back (Kurzfilm)
- 2010: The Glades (Fernsehserie, Episode 1x10)
- 2010: Morgue: A Love Story with Guts (Kurzfilm)
- 2011: Vampire Diaries (The Vampire Diaries, Fernsehserie, Episode 3x08)
- 2013: Dr. Dani Santino – Spiel des Lebens (Necessary Roughness, Fernsehserie, Episode 2x16)
- 2014: Down Dog
- 2014: Professor Love (Some Kind of Beautiful)
- 2014: Big Losers
- 2015: Nashville (Fernsehserie, Episode 3x13)
- 2015: Ballers (Fernsehserie, 2 Episoden)
- 2015: Devious Maids – Schmutzige Geheimnisse (Devious Maids, Fernsehserie, Episode 3x13)
- 2016: Infinititty Comedy (Fernsehserie, Episode 1x06)
- 2016: House of Bodies
- 2016: Lopez (Fernsehserie, Episode 1x10)
- 2016: Archangel (Kurzfilm)
- 2017: Jimmy Kimmel Live! (Fernsehserie, Episode 15x55)
- 2017: Being Mary Jane (Fernsehserie, 2 Episoden)
- 2019: Scare BNB
- 2021: Brutal Bridesmaids (Fernsehfilm)
- 2022: Moon Manor
- 2022: This Is Us – Das ist Leben (This Is Us, Fernsehserie, Episode 6x12)
- 2022: Her Obsession
- 2022: Crawlers – Angriff der Killerwürmer (It Crawls Beneath)
- 2022: Alone in the Dark
- 2023: A Christmas Vintage